# Vse je lepše, ker te ljubim
»Vse je lepše, ker te ljubim« je skladba in četrti single Ota Pestnerja iz leta 1972. Glasbo je napisal Oto Pestner, tekst pa Elza Budau. 

## Snemanje
Producent je bil Jože Privšek, posneto v Studiu 14 na RTV Ljubljana ob spremljavi Plesni orkester RTV Ljubljana. Izdana je bila na mali plošči pri Jugotonu in na albumu Oto Pestner pri založbi ZKP RTV Ljubljana.

### Produkcija
- Oto Pestner – glasba
- Elza Budau – tekst
- Jože Privšek – aranžma, producent

### Studijska izvedba
- Oto Pestner – vokal
- Jože Privšek – dirigent
- Plesni orkester RTV Ljubljana – spremljava

## Mala plošča
7" vinilka
- »Vse je lepše, ker te ljubim« (A-stran) – 3:47
- »Sinoči« (B-stran) – 3:16